# Оптичари
Оптичари (на македонска литературна норма: Оптичари) е село в община Битоля на Северна Македония.

## География
Селото се намира на 580 m надморска височина в областта Пелагония, на 9 km южно от Битоля.

## История
Според местна легенда жителите на селото правели опинци, тоест били опинчари, което постепенно се трансформирало в оптичари.
В XIX век Оптичари е село в Битолска кааза на Османската империя. В селото има възрожденска гробищна църква „Свети Архангел Михаил“. Другите храмове на Оптичари са „Свети Спас“, „Свети Никола“ (1996) и „Свети Георги“ (1889). Според статистиката на Васил Кънчов („Македония. Етнография и статистика“) от 1900 година Обтичари e чисто българско село с 380 жители.
На Етнографската карта на Битолския вилает на Картографския институт в София от 1901 година Оптичари е чисто българско село в Битолската каза на Битолския санджак с 55 къщи.
Цялото население на селото е под върховенството на Българската екзархия. По данни на секретаря на екзархията Димитър Мишев („La Macédoine et sa Population Chrétienne“) в 1905 година в Оптичари (Optitchari) има 480 българи екзархисти.
В 1981 година селото има 851 жители. Населението намалява вследствие на емиграция в Битоля, Скопие, отвъд океана и Европа.
Според преброяването от 2002 година селото има 317 жители, от които като северномакедонци са се самоопределили 316, а един като сърбин.
| Националност     | Всичко |
| северномакедонци | 316    |
| албанци          | 0      |
| турци            | 0      |
| роми             | 0      |
| власи            | 0      |
| сърби            | 1      |
| бошняци          | 0      |
| други            | 0      |

## Личности
Родени в Оптичари
- Бил Нешковски (Благоя Нешковски) (1964 – 1989), австралийски режисьор и актьор, писал на английски и македонски литературен език

Починали в Оптичари
- Ганю Тодоров Златанoв, български военен деец, капитан, загинал през Първата световна война[6]

## Исторически снимки
- Семейство в Оптичари през Първата световна война
- Семейство в Оптичари през Първата световна война
- Семейство в Оптичари през Първата световна война
- Къща в Оптичари през Първата световна война
- Поп и селяни в Оптичари през Първата световна война